# Tvarun
Tvarun är en ö i Piteå socken och kommun i Nordfjärden öster om Piteå. Ön har en yta av 1500 m².
Tvarun köptes 1937 av fiskaren Arvid Nordberg. Den var då bara en liten stenholme som han ibland fikade på. På 1940-talet uppförde han dock ett fritidshus på ön. Under 1950-talet sprängdes öns klippor ned, och matjord hämtades från fastlandet för att underlätta odling. På 1960-talet uppfördes en ny bostad och på 1980-talet kördes större mängder fyllnadsmateriel ut på ön. Jämfört med 1937 har ön numera dubblerat sin storlek. Sedan 2011 har Tvarun ett permanentboende, och är Sveriges minsta ö med bofast befolkning.